# نجد السلة

تعديل مصدري - تعديل

نجد السلة هي إحدى قرى عزلة القارة بمديرية رصد التابعة لمحافظة أبين، بلغ تعداد سكانها 36 نسمة حسب تعداد اليمن لعام 2004.